# Саммит ШОС в Бишкеке (2007)
Бишкекский саммит Шанхайской организации сотрудничества—2007 (кирг. Шанхай кызматташтык уюмунун Бишкек саммити—2007, кит. упр. 2007年上海合作组织比什凯克峰会, англ. Bishkek Summit of the Shanghai Cooperation Organization—2007) — ежегодное заседание Совета глав государств — членов организации, которое прошло в 7-й раз 16 августа 2007 года в столице Кыргызстана.

## Участники

### Главы государств и делегаций
Страна-хозяйка и лидер выделены жирным шрифтом. Главы остальных государств — членов и государств — наблюдателей организации, а также приглашённые гости указаны в алфавитном порядке русского языка.
- Кыргызстан — президент Курманбек Бакиев (председатель)
- Афганистан — президент Хамид Карзай[2]
- Индия — министр нефти и природного газа Мурли Деор
- Иран — президент Махмуд Ахмадинежад
- Казахстан — президент Нурсултан Назарбаев
- Монголия — президент Намбарын Энхбаяр[2]
- Пакистан — министр иностранных дел Хуршид Касури
- Россия — президент Владимир Путин[3]
- Таджикистан — президент Эмомали Рахмон
- Туркменистан — президент Гурбангулы Бердымухамедов[4]
- Узбекистан — президент Ислам Каримов

### Руководители постоянно действующих органов ШОС
- генеральный секретарь Болат Нургалиев
- директор Исполнительного комитета Региональной антитеррористической структуры Мырзакан Субанов

### Руководители международных организаций
- ООН — заместитель генерального секретаря по политическим вопросам Линн Пэскоу[5]

## Повестка дня
Участники саммита:
- обменялись мнениями по актуальным международным и региональным проблемам;
- подвели итоги деятельности Шанхайской организации сотрудничества за период председательствования в ней Кыргызстана;
- определили задачи ШОС на долгосрочную и среднесрочную перспективу;
- назначили нового председательствующего организации, место и время проведения следующего саммита[6].

## Результаты
Подписано десять документов, в том числе:
- Бишкекская декларация глав государств – членов ШОС[8];
- итоговое коммюнике саммита[9][10];
- Договор о долгосрочном добрососедстве, дружбе и сотрудничестве государств – членов ШОС[11].

Главами государств – членов также были подписаны пять решений:
- «Об утверждении Плана действий государств – членов ШОС по обеспечению международной информационной безопасности»;
- «Об утверждении Доклада Генерального секретаря ШОС о деятельности Организации за прошедший год»;
- «Об утверждении Доклада Совета РАТС о деятельности РАТС в 2006 году»;
- «О внесении изменения в Положении о Совете глав государств – членов ШОС, утвержденное Решением глав государств – членов ШОС от 29 мая 2003 года»;
- «О внесении изменений в Регламент Исполнительного комитета РАТС ШОС, утвержденного Решением глав государств – членов ШОС от 29 мая 2003 года».

Также подписаны:
- соглашение между правительствами государств – членов ШОС о сотрудничестве в области культуры;
- соглашение о сотрудничестве между Деловым советом и Межбанковским объединением;
- протокол о внесении изменений в Соглашение между государствами – членами ШОС о РАТС, подписанное 7 июня 2002 года.

Председательство в организации на период 2007—2008 гг. перешло к Таджикистану.